# Eustach von Görtz-Wrisberg
Eustach Graf von Görtz-Wrisberg (* 17. Dezember 1856 in Braunschweig; † 5. November 1914 in Merkem/Belgien) war ein deutscher Verwaltungsbeamter und von 1890 bis 1891 kommissarischer Landrat des Kreises Wittgenstein.

## Familie
Eustach von Görtz-Wrisberg (vollständiger Name: Hans Eitel Plato Eustach Graf von Schlitz gen. von Görtz und von Wrisberg) stammte aus dem in Brunkensen bei Alfeld ansässigen Zweig der hessischen Grafen von Schlitz genannt von Görtz. Er war das fünfte Kind des Herzoglich Braunschweigischen Oberst a. D. und Grafen Gustav von Görtz-Wrisberg und seiner ersten Ehefrau Eugenie Henriette von Hertzberg (1823–1871). Eustach von Görtz-Wrisberg heiratete am 14. Oktober 1902 in London Augusta Giller (* 13. Juni 1865 in Kassel; † 2. Oktober 1942 in Eisenach). Das Paar hatte folgende Kinder:
- Ernst Alfred (* 25. Dezember 1894)
- Hedwig Olga (* 18. August 1897)
- Hilda Johanna (* 6. August 1902)

## Leben
Nach Jugend und schulischer Laufbahn schrieb er sich am 5. Mai 1875 für ein Jurastudium an der Universität in Straßburg ein. Nach dem Tode seines Vaters im Jahr 1882 erbte er die Güter Brunkensen im damaligen Herzogtum Braunschweig und Brüningsen in der Provinz Hannover. 1885 war er Regierungsreferendar in Hildesheim.
Am 20. September 1890 übernahm von Görtz-Wrisberg nach der Versetzung des langjährigen Landrats Wilhelm von Schroetter kommissarisch dessen Stelle beim Landkreis Wittgenstein. Diese Leitungsfunktion übte er lediglich ein halbes Jahr aus. Aus gesundheitlichen Gründen quittierte er den Dienst als Landrat zum 1. April 1891 und zog zurück nach Kassel. Im Oktober 1891 wurde er für seine weitere dienstliche Verwendung von Kassel zur Königlichen Regierung Hannover versetzt. 1903 erfolgte seine Versetzung als Regierungsrat von Koblenz nach Kassel. Im Jahre 1910 wurde von Görtz-Wrisberg auf eigenen Wunsch aus dem Staatsdienst entlassen, wobei man ihm den Charakter eines Geheimen Regierungsrats verlieh.
Graf von Görtz-Wrisberg meldete sich trotz seines fortgeschrittenen Alters bei Ausbruch des Ersten Weltkriegs als Kriegsfreiwilliger und nahm vier Monate im Range eines Hauptmanns an ihm teil. Er fiel am 5. November 1914 in Merkem, einem heutigen Ortsteil der belgischen Gemeinde Houthulst in der Region Flandern. Sein Name ist auf dem Ehrenmal von Brunkensen verzeichnet.